# 종개
종개는 종개과의 민물고기이다. 몸이 미꾸라지처럼 가늘고 길며, 어두운 갈색에 굵고 검은 얼룩무늬가 전체적으로 흩어져 있다. 입은 뾰족하고 아래로 향해 있어 돌 틈에 파고들기 쉽고, 입가에 수염이 세 쌍 있다. 대륙종개와 비슷하나, 몸에 있는 굵고 검은 점이 더 크고 뚜렷하다.